# Kardamás
Kardamás är en ort i Grekland.   Den ligger i prefekturen Nomós Ileías och regionen Västra Grekland, i den södra delen av landet, 210 km väster om huvudstaden Aten. Kardamás ligger 37 meter över havet och antalet invånare är 1 138.
Terrängen runt Kardamás är huvudsakligen platt, men österut är den kuperad. Havet är nära Kardamás åt sydväst. Runt Kardamás är det ganska tätbefolkat, med 116 invånare per kvadratkilometer. Närmaste större samhälle är Amaliáda, 4,0 km norr om Kardamás. Trakten runt Kardamás består till största delen av jordbruksmark.